# Антисемитизм в Гарвардском университете
Старейший вуз США Гарвардский университет является одним из самых известных и престижных университетов США и всего мира. В 1900-х годах в университете существовал институциональный антисемитизм. В 1924 году впервые по всем США в Гарвардском университете была введена квота против евреев.
В 1990-е годы каждый четвёртый студент Гарвардского университета был евреем, а к 2023 году их количество упало в пять раз. После террористических атак 11 сентября 2001 года Катар стал крупнейшим иностранным донором американских университетов, что подняло палестинское влияние в американских университетах, в том числе в Гарварде. С 2022 года университет занял первое место по показателям проявлений антисемитизма в кампусах среди университетов по всем США. В 2023 году антисемитизм на кампусе вырос в два раза и проблемой пришлось заниматься в Конгрессе и в Палате представителей США, что привело к увольнению президента Гарварда.
Ряд профильных комиссий правительства США подняли вопросы реакции Гарвардского университета на антисемитизм и начали проверку доноров университета, в частности, стран с антисемитскими режимами; был поднят вопрос возможного пересмотра безналогового статуса университета. В январе 2024 года студенты Гарвардского университета подали против него судебный иск.
Причины нынешнего антисемитизма видят в том, что «учебная программа Гарварда стала сильно перекошена в сторону последних модных тенденций прогрессивных левых».

## Институциональный антисемитизм и процент еврейских учеников
В университете в 1900-х годах существовал институциональный антисемитизм. Президент Гарвардского университета Лоренс Лоуэлл заметил, что с 1908 по 1922 год доля студентов-евреев в университете выросла с 6 до 22 %, и предложил ввести процентную норму.  В 1924 году Гарвард стал первым университетом с процентной нормой против евреев, а уже за ним и другие университеты ввели ограничения на приём квалифицированных абитуриентов-евреев. На следующий 1925 год с учётом принятых ранее учеников евреи всё ещё составляли 27,6 % от всех учеников, но их количество из-за принятых ограничений стало снижаться. К 1933 году, когда Лоуэлл являлся президентом последний год, доля евреев в университете была сокращена до 10 %. В конце 1930-х годов следующий президент университета Джеймс Конант смягчил требования к географическому распределению.
В 1990-е годы примерно каждый четвёртый студент Гарварда был евреем, а в 2023 году количество евреев в университете составило всего 5,3 %.

## Рост антисемитизма
В 1933 году президент Гарварда Джеймс Конант дал отказ на приём в университет профессоров-евреев беженцев из Германии, а спустя год пригласил возглавлять процессию однокурсников на 25-й встрече выпускников Гарварда высокопоставленного нацистского чиновника Эрнста Ганфштенгля, руководителя пресс-службы Гитлера, который учился в Гарварде в 1905—1909 годах.
По мнению CNN университет не только в прошлом «проводил явно антисемитскую политику приема», но и ныне «отдает предпочтение абитуриентам из прошлого, что, по мнению некоторых, обеспечивает сохранение неравенства». Гарвард до сих пор «чтит осуждённого за преступления против человечности в Нюрнберге; обеляет нацистского пособника, организовавшего этническую чистку десятков тысяч евреев и поляков». У Альфрида Круппа в концентрационном лагере и лагере смерти Освенциме работало около 100 000 порабощенных, а ныне Гарвард чтит его память и его именем названа и стипендия и кафедра в университета. А когда евреи больше не могли работать на Круппа, то эсэсовцы убивали их газом. Как отмечает CNN: «Его фонд дал Гарварду деньги. Гарвард помогает обелить его наследие».
В 2002 году действующий президент Гарварда Лоуренс Саммерс отметил рост антисемитизма в университете.
В апреле 2016 года в Гарвардской школе права в дискуссии приняла участие бывший министр иностранных дел Израиля Ципи Ливни. Во время сессии вопросов и ответов президент одной из студенческих организаций с издёвкой обратился к израильскому лидеру: «Что это вы так воняете?», а когда все замолкли, то студент уточнил: «Вопрос о запахе г-жи Ципи Ливни, он очень вонючий, мне просто интересно». Как отметил доктор истории Гарольд Брэкман, президент Гарварда Дрю Фауст Гилпин долго препятствовала встрече со студентами-евреями по поводу проблемы студенческих клубов Гарварда, «демонизировавших Израиль» во время её администрации, пока в 2016 году огласка не стала слишком интенсивной.
В 2018 году основатель CAIR Нихад Авад получил награду Гарварда, хотя он является сторонником террористического ХАМАСа.
В начале 2020 года в Гарварде была основана антисемитская студенческая группа с ироничным названием «Гарвардская еврейская коалиция за мир». На первом же мероприятии организации они учили студентов, как выявлять и притеснять израильтян на территории кампуса и за его пределами.
В 2022 году отмечался антиизраильский уклон учебных программ Гарварда.

## Первое место по антисемитизму
В 2022 году Гарвардский университет занял первое место сразу по всем трём из трёх измеряемых показателей проявлений антисемитизма в кампусах среди университетов по всей Америке. По информации AMCHA Initiative, за 2021—2022 года в университете произошло 25 антисемистских инцидентов. Для сравнения, в следующем университете в списке таких проявлений было в два раза меньше. В Гарвардском университете срывали плакаты гарвардского «Гилеля», расклеивали антиизраильские наклейки и плакаты, проводили координированные попытки подавления и срыва еврейских выступлений, рисовали свастику, а также создали целую стену с фотографиями Холокоста с антисемитскими заявлениями. Газета университета поддержала движение против Израиля. В следующем году проявление антисемитизма выросло на 100 %.
Айра Столл, окончивший Гарвард и проработавший в нём более 30 лет, в 2022 году отметил: «Уровень антисемитизма в кампусе за последний год шокирует, смущает, позорит — такого я раньше не видел».

## После вторжения ХАМАСа в Израиль

### Обвинение Израиля в нападениях ХАМАСа
После нападения ХАМАСа на Израиль, 9 октября 2023 года, 34 студенческие группы Гарварда подписали заявление против Израиля, начинающееся словами: «Мы, нижеподписавшиеся студенческие организации, возлагаем на Израиль полную ответственность за всё разворачивающееся насилие». Фамилии студентов под письмом указаны не были, только организации. Студенты также призывали к уничтожению Израиля «любыми необходимыми средствами». В октябре пропалестинские студенты напали на еврея, студента Гарвардской школы бизнеса, за попытку снять на видео акцию протеста в кампусе, и избили его. Бывший министр финансов США Ларри Саммерс осудил дирекцию Гарварда, президентом которого он ранее был, за игнорирование антисемитского письма. Он подчеркнул, что Гарвард в прошлом официально высказывался об убийстве Джорджа Флойда и о российском вторжении в Украину, а в данном случае никакой реакции не последовало.

### Реакция спонсоров
Университет хранил молчание. Билл Экман, окончивший Гарвардскую школу бизнеса, призвал Гарвард раскрыть имена студентов, обвинивших Израиль в атаках ХАМАСа, чтобы не принимать их на работу, подчеркнув: «Не следует давать возможность прятаться за корпоративным щитом, выступая с заявлениями в поддержку действий террористов, которые, как мы теперь узнаём, помимо других невообразимо подлых действий, обезглавливали младенцев». После того, как Билла Экмана попытались обвинять в шейминге студентов, он ответил: «У меня нет никаких проблем с критикой Израиля. Это часть свободы слова. Я только хочу, чтобы студенты брали ответственность за свои заявления в личном порядке, не скрываясь за какими-то организациями с использованием названия „Гарвард“». Билла Экмана поддержали владелец торгового клуба Fab Fit Fun, глава EasyHealth, генеральный директор Dovehill Capital Management и другие. Джонатан Неман, директор сети Sweetgreen, тоже сказал, что не будет нанимать поддержавших ХАМАС. Юридическая фирма Davis Polk отозвала предложение о найме на работу выпускникам школ права в Гарвардском университете за пропалестинские заявления. Университет сообщить имена студентов отказался.
По данным университетской газеты «Harvard Crimson» в один лишь период с 16 по 23 ноября более 100 членов профсоюза Гарварда написали заявления об уходе из профсоюза в знак протеста против реакции университета на резню и «неоднократным игнорирование» высказанных профсоюзу опасений. Отмечается, что профсоюз «неоднократно игнорировал и высмеивал обеспокоенность многих своих членов — евреев и израильтян».
Впоследствии на территории Гарвардского университета стал ездить «грузовик позора» компании Accuracy in Media с видеопанелями на боках с именами и фото студентов, которые написали антисемитское письмо. Заголовки на панелях гласили: «Ведущие антисемиты Гарварда», а зрителей направляли на URL-адрес: HarvardHatesJews.com. В ответ студенты закидали грузовик кирпичами.
После этого ряд спонсоров отказался от поддержки учебного заведения. В частности, Кеннет Гриффин, пожертвовавший Гарварду более полумиллиарда долларов, пригрозил отозвать свои деньги. Идан Офер, который тоже давал десятки миллионов, покинул исполнительный совет Гарварда. Фонд миллиардера Лесли Векснера (в честь которого названо одно из зданий Гарварда) и его жены, дававший университету деньги с 1989 года, разорвал все связи с Гарвардом и в своём письме отметил, что «ошеломлён и возмущён печальной неспособностью руководства Гарварда занять чёткую и недвусмысленную позицию против варварских убийств ни в чём не повинных израильских граждан террористами». Кроме них, ещё более 1600 бывших студентов-евреев из Гарварда в знак игнорирования университетом растущего в нём антисемитизма отказались жертвовать свои деньги, а некоторые дали слово жертвовать всего 1 $ до решения проблемы.
Билл Экман направил письмо президенту Гарвардского университета Клодин Гей, в котором отметил, что студенты, с которыми он встречался, описали «тяжёлую атмосферу, которая лишь усугубляется. Еврейских студентов атакуют как словесно, так и физически… Отсутствие осуждения варварских действий 7 октября послужило поводом для волны антиизраильских выступлений в кампусе». Кроме этого, Экман перечислил Гей 7 срочных шагов по решению проблемы антисемитизма и возврата студентам безопасности. Один из студентов упрекнул его в том, что Экман внёс его «в чёрный список выпускников, которых нельзя брать на работу», на что тот ответил, что у него нет таких списков, а к акции с грузовиком он не причастен, и добавил: «А вот что я действительно говорил — так это то, что не заинтересован трудоустраивать в своих компаниях людей, утверждающих, будто Израиль виноват в зверствах ХАМАСа. Я не хочу, чтобы в моих фирмах работали пособники террора. Очень жаль, что есть люди, неспособные увидеть разницу между поддержкой палестинцев и поддержкой ХАМАСа. Неготовность трудоустроить таких людей не превращает меня в ксенофоба». Билла Экмана поддержали 260 руководителей старшего звена в финансовой сфере США и отметили, что не будут брать на работу студентов, которые участвовали в антисемитских митингах.
После поднявшегося резонанса как минимум девять университетских сообществ, подписавших письмо, отозвали подписи. Кроме того, ряд студентов поспешили дистанцироваться от акции, сославшись на то, что не видели содержания подписанного ими письма вплоть до самой публикации. К примеру, студент и глава студенческой группы Гарварда «Комитет палестинской солидарности» (англ. Palestine Solidarity Committee) Джош Уиллкокс после нападок на его мать, британского парфюмерного магната Джо Мэлоун, заявил: «Я не был в кампусе Гарварда в этом семестре и не принимал в этом участия».

### Реакция Гарварда
После большого резонанса и утраты спонсоров администрации Гарварда пришлось выступить против террористического акта. 9 ноября университет опубликовал послание «Борьба с антисемитизмом». Как отметил окончивший Гарвард конгрессмен-демократ от Массачусетса Джейк Окинклосс: «Заявление студенческих групп морально развратно… Заявление руководства Гарварда является моральной трусостью». 13 ноября 2023 года 120 преподавателей Гарвардского университета с левыми взглядами усмотрели в инструкциях по борьбе с антисемитизмом «высокомерие, расизм и ущемление свободы слова». Затем Гей сделала третье за неделю видеообращение и заявила, что Гарвард «отвергает терроризм» и поддерживает «свободу выражения мнений» и против ненависти. Однако к этому времени, по словам редактора Harvard Crimson, многие студенты уже чувствовали себя «брошенными университетом в обоих направлениях».

### Расследование антисемитизма
28 ноября 2023 года Министерство образования США начало расследование антисемитизма в Гарварде, Колумбии и Университете Тампы.
5 декабря 2023 года постпред Израиля в ООН Гилад Эрдан организовал показ в Гарвардском университете фильма о зверствах ХАМАСа 7 октября и отметил: «После устроенной ХАМАСом резни руководство Гарварда промолчало. Это свидетельство его моральной деградации до самого низкого уровня. Для академического заведения, претендующего на поиск истины в последней инстанции, такое поведение во сто крат позорнее. Молчание после резни, молчание перед лицом демаршей в поддержку террористов в кампусе, молчание по поводу нападения на еврейских студентов. Гарвард стал опасным для евреев местом». Билл Экман пригласил президента Гарварда Клодин Гей посетить фильм, а когда она отказалась из-за того, что «находится за пределами города», он предложил прислать частный самолёт, но Гей опять ответила отказом.

#### Показания в Конгрессе
6 декабря 2023 года из-за роста антисемитизма в университете президент Гарвардского университета Клодин Гей была вызвана в Палату представителей США. Кевин Кайли спросил, почему она выжидала и не высказывалась, отделив позицию университета от антисемитского заявления, и не жалеет ли она об этом. Клодин Гей ответила, что «если бы она знала, что заявление будет ошибочно приписано университету, а не только студенческим группам, она бы высказалась раньше». На вопрос конгрессвумен Элиз Стефаник, «нарушают ли призывы к геноциду евреев политику Гарвардского университета», президент Гарварда не смогла прямо ответить «да».
«После катастрофических показаний президента Клодин Гей» Леонид Блаватник пожертвовавший ранее минимум 270 миллионов долларов Гарварду заявил о прекращении финансирования данного университета. (В одном 2018 году Леонид Блаватник сделал самый большой в истории подарок для медицинской школы Гарварда в 200 миллионов долларов.)

#### Отставка президента Гарварда
В итоге этих скандальных антисемитских событий, а также в свете публикаций, вскрывших неоднократный плагиат в её научных работах, ректор Клодин Гей подала в отставку 2 января 2024 года.

#### Расследование комитета Палаты представителей по образованию и трудовым ресурсам
9 января 2024 года комитет Палаты представителей по образованию и трудовым ресурсам, а также законодатели, которые расследуют реакцию Гарвардского университета на антисемитизм потребовали сдать документы не позже чем в двухнедельный срок. От университета требуется предоставить материалы по 24 категория, среди которых отчёты об антисемитских инцидентах с 1 января 2021 года, документальное подтверждение реакции университета на данные инциденты, материалы по решению Гарвардом случаев дискриминации и преследований с 1 января 2018 года, реакция университета на октябрьское письмо антиизраильской студенческой организации, а также абсолютно все протоколы заседаний ведущих советов директоров Гарварда за последние три года. Гарвард обязали предоставить данные об иностранных пожертвованиях более 50 000 долларов США с 2021 года и раскрыть все пожертвования из Катара. По мнению CNN уход Гей не остановил проверку и университет остается под давлением со стороны законодателей, а как написала член палаты представителей Вирджиния Фокс временному президенту Гарварда Алану Гарберу: «Институциональные неудачи Гарварда в отношении антисемитизма выходят далеко за рамки одного лидера». Она добавила, что у палаты представителей «есть серьёзные опасения по поводу неадекватности реакции Гарварда на антисемитизм в его кампусе».
После террористических атак 11 сентября Катар стал крупнейшим иностранным донором американских университетов, которые порой скрывают источник доходов, а исследование Института исследований антисемитизма смогло обнаружить прямую связь между количеством денег и пропалестинских групп в кампусах. Так же по мнению адвокатов Kasowitz Benson Torres получение пожертвований от этих организаций повлияло на курсовую работу и наем профессоров.

#### Расследование бюджетного комитета Палаты представителей
10 января бюджетный комитет Палаты представителей пригрозил Гарварду (и ещё двум американским университетам с проблемами антисемитизма) пересмотреть безналоговый статус на фоне бездействий университета и отсутствия устранения антисемитизма на территории кампуса. По словам члена палаты представителей Джейсона Смита, учитывая «разочаровывающую и вялую реакцию школ» на нападения Хамаса и бездействие по защите еврейских учащихся от дискриминации, «мы сомневаемся, соответствуют ли ваши учебные заведения требованиям для получения этих льгот».

### Иск против Гарвардского университета
11 января 2024 года студенты Гарвардского университета предъявили иск в федеральный суд Бостона за «„рак антисемитизма“, растущий в кампусе, обвиняя институт в „найме профессоров, которые поддерживают антиеврейское насилие“ и „игнорировании просьб студентов о защите“». Иск был подан фирмой Kasowitz Benson Torres, занимающейся расследованиями нарушения гражданских прав студентов в университетах. В иске, среди прочего, отмечается, что «Гарвард и его администрация… прямо и намеренно дискриминируют… еврейских студентов Гарварда» и что университет «относится к евреям как к „недостойным уважения и защиты, которые он предоставляет другим группам“». Из заявления видно не только, что студенты сталкиваются с антисемитизмом, но и что Гарвардский университет отклонился от мер по соблюдению политики защиты учеников. К примеру, в иске рассказано, что «Приглашённый учёный Гарвардского центра FXB Савсан Абдулрахим… опубликовал в Твиттере графическое изображение, прославляющее парапланериста-террориста ХАМАСа, на следующий день после бойни ХАМАСа, и который продолжает публиковать в Твиттере сообщения, прославляющие Интифаду». Иск требует от Гарварда отказаться от пожертвований стран в которых идет попытка продвигать антисемитскую риторику.
В 2024 году Гарвард не комментировал иск. Однако в 2025 году, на второй день президентства Дональда Трампа, университет пошёл на сделку в судебном разбирательстве, признав антисионизм одной из форм антисемитизма. Он согласился в дальнейшем следовать определению антисемитизма, данному IHRA.

## Анализ причин
8 января 2024 года Гарри Льюис в попытке анализа антисемитского кризиса Гарварда отмечает, что он случился «не потому, что Гарвард принимает студентов-антисемитов или нанимает преподавателей-антисемитов». Он вводит термин англ. Unapologetic antisemitism («Непримиримый антисемитизм» или «Неизвиняющийся антисемитизм»), который, по его мнению, «независимо от того, мало ли таких случаев или много — является феноменом колледжей из-за того, чему мы учим, и того, как наши учения используются злоумышленниками». Он предлагает ввести в окне поиска каталога онлайн-курсов Гарварда слово «деколонизировать» и увидеть, что оно есть в названиях семи и описаниях 18 курсов, термины «угнетение» и «освобождение» в описаниях более чем 80 курсов, а «социальная справедливость» в более чем 100. Он отмечает, что «учебная программа Гарварда стала сильно перекошена в сторону последних модных тенденций прогрессивных левых». По мнению бывшего декана Гарварда «политическая предвзятость на нашем факультете сейчас широко признана» и он считает, что профессора не должны приносить свои идеологии в класс и не должны идеологически обрабатывать студентов, а подготавливать к восприятию различных идей, с которыми ученикам предстоит столкнуться в обществе.
Профессор Льюис писал: «за те пятьдесят лет, что я работал на факультете Гарварда, сложилось мнение, что отдельные профессора Гарварда могут свободно преподавать все, что пожелают, и кого пожелают. Когда-то для профессорско-преподавательского состава была нормой ротация курсов непредсказуемого размера и со стабильными учебными программами, но теперь набор студентов определяется довольно строго, и даже вводные курсы могут радикально менять свои списки чтения и темы лекций, когда новые профессора вступают в должность». Он резюмирует, что хотя учебные комитеты теоретически проверяют курсы, но делается это не часто и политические предубеждения не отслеживаются, в результате чего выбор материала курса «отдается модному и „актуальному“ обучению, а не фундаментальному обучению».

Исследование Гарри Льюиса подвергли критике постоянный теолог Центра христианского мировоззрения Колсона доктор Тимоти Д. Пэджетт и научный сотрудник Центра христианского мировоззрения Чака Колсона Джон Стоунстрит. Они считают, что фразу «Непримиримый антисемитизм — независимо от того, мало ли таких случаев или много — является феноменом колледжей из-за того, чему мы учим, и того, как наши учения используются злоумышленниками» читатель ожидал бы услышать от какого-нибудь правого активиста или консервативного аналитического центра, однако это пишет про себя и своих коллег выпускник Гарварда, профессор Гарварда и в прошлом декан Гарварда.